# Hodinová věž (Podgorica)
Hodinová věž (též známá pod názvem z turečtiny Sahat-kula) se nachází v hlavním městě Černé Hory, Podgorica, na místním starém městě (na náměstí Bećir Bega Osmanagiće). 
Věž je čtvercového půdorysu. Vybudována byla z kamene, vznikla v závěru 17. století. Její výška činí 19 metrů, hodinový stroj, který je umístěn v horní části věže, je původem z roku 1890 a dovezen byl z Itálie. Nahradil původní, který dovezli Turci z Rakouska. V době výměny hodin byl na vrchol umístěn kovový kříž, jako připomínka nástupu křesťanského státu namísto Osmanů, jejichž státním náboženstvím byl islám. Kříž nechal vytvořit Stevan Radović. V roce 2017 byl kříž v atmosféře rozsáhlé veřejné diskuze sňat.
V současné době se jedná o kulturní památku a připomínku období turecké nadvlády nad dnešní Černou Horou. Objekt navštěvují turisté, v roce 2012 byla věž rekonstruována.